# Curtis Granderson
Curtis Granderson (* 16. März 1981 in Blue Island, Illinois), Spitzname Grandy Man, ist ein ehemaliger US-amerikanischer Baseballspieler in der Major League Baseball (MLB) auf der Position des Outfielders.

## Biografie

### High School und College
Granderson ging auf die Thornton Fractional South High School in Lansing, Illinois. Dort hatte er 1999 einen Batting Average von .427. Auf der University of Illinois at Chicago führte Curtis 2000 das Team in Home Runs (7) und Walks (45). In der nächsten Saison führte er sein Team auch in den Runs an.

### Minor League
2002 wurde in der dritten Runde des MLB Drafts von den Detroit Tigers ausgewählt. Granderson startete seine Karriere bei dem Minor League Team Oneta Tigers, wo er einen Batting Average von .344 hatte. In der nächsten Saison spielte er bei den Lakeland Tigers, wo er .286 mit 11 Home Runs und 51 RBI schlug. Als er 2004 für die Erie SeaWolves spielte, wurde er ins Double-A All Star Team berufen, nachdem er einen Batting Average von .303 hatte, 21 Home Runs schlug und 93 RBI hatte. Die Saison 2005 startete er mit den Toledo Mud Hens, wo er einen Average von .290 hatte, 15 Home Runs, 65 RBI schlug und 22 Bases stahl.

### Detroit Tigers
Im September 2005 wurde Granderson zu den Detroit Tigers in die Major League berufen, wo er in seinem ersten Monat schon einen Inside the Park Home Run und einen Walkoff Home Run schlug sowie ein 5-Hit-Game hatte. 2006 erhielt er den Stammplatz des Center Fielders. In der Saison 2007 wurde er erstmals als Player of the Week von der MLB ausgezeichnet. Am 7. September 2007 erreichte er 20 Doubles, 20 Triples und 20 Home Runs in einer Saison und wurde dadurch Mitglied im sog. 20-20-20-Club, zu dem zum damaligen Zeitpunkt nur noch fünf andere Spieler gehörten: George Brett (1979), Willie Mays (1957), Jeff Heath (1941), Jim Bottomley (1928) und Frank Schulte (1911). Zwei Tage später stahl Granderson die 20. Base in dieser Saison und wurde damit neben Willie Mays (1957) und Frank Schulte (1911) das erst dritte Mitglied des sog. 20-20-20-20-Clubs. Mit insgesamt 23 Triples führte er 2007 die MLB an.
Am 4. Februar 2008 unterschrieb Granderson bei den Tigers einen Fünf-Jahres-Vertrag für 30,25 Mio. US-Dollar. Wegen einer Verletzung konnte er erst im Laufe des Aprils für die Tigers antreten. Er erreichte im Lauf der Saison 2008 einen Batting Average von .280, 13 Triples und 22 Home Runs, verringerte die Zahl der Strike-Outs deutlich (von 174 im Jahr 2006 auf 111) und erzielte 71 Walks. In der Saison 2009 wurde er in das All Star Team gewählt. Insgesamt erreichte er in diesem Jahr einen Batting Average von .249, 91 Runs, 23 Doubles, 8 Triples, 30 Home Runs, 71 RBI und 20 Stolen Bases in 160 Spielen. 

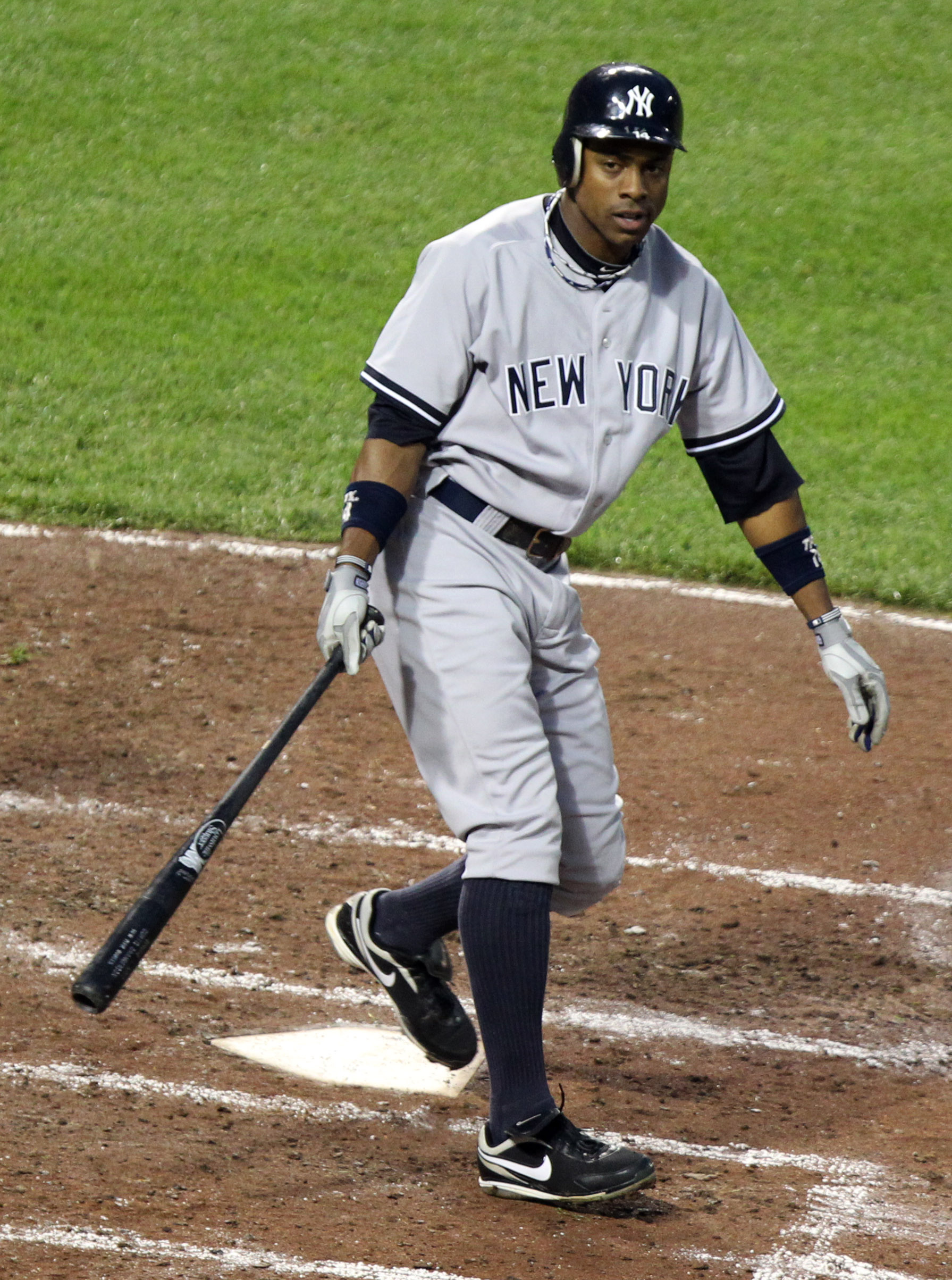
Granderson 2011 im Trikot der Yankees

### New York Yankees
Im Dezember 2009 wurde Granderson in einem Trade zwischen drei Teams zu den New York Yankees transferiert. Am 4. April 2010 schlug er seinen ersten Home Run für die Yankees.
Seine beste Saison bei den Yankees hatte Granderson in der Saison 2011. In 156 Spielen gelangen ihm 136 Runs und 119 RBI und er gewann den Silver Slugger Award. Trotz etwas schlechteren Werten wurde er auch in der Saison 2012 wieder zum All-Star Spiel eingeladen. In der Saison 2013 kam Granderson dann nur auf 61 Einsätze für die Yankees, nachdem er sich am 24. Mai nach einem Hit by Pitch von Tampa Bays Relief Pitcher Cesar Ramos den kleinen Finger gebrochen hatte. Er musste sich anschließend einer Operation unterziehen und war erst am 2. August wieder im Einsatz.

### New York Mets
Am 6. Dezember 2013 einigte sich Granderson mit den New York Mets auf einen hochdotierten Vierjahresvertrag und beschloss damit seinen Wechsel zum Stadtrivalen der New York Yankees zur MLB-Saison 2014.
In der Saison 2015 erreichte Granderson mit den Mets die Post Season. Bis dato war er zweimal in der ALDS und ein Mal in der ALCS mit den Yankees aktiv. In der NLDS 2015 gegen die Los Angeles Dodgers steuerte Granderson in Spiel 3 fünf RBI und in Spiel 5 einen Run zum Erfolg der Mets bei. In der anschließenden NLCS 2015 gegen die Chicago Cubs, welche die Mets klar mit 4:0 gewinnen konnten, gelangen ihm 4 Runs und 2 RBI. Gleich in Spiel 1 der World Series 2015 schlug Granderson einen Home Run gegen die Kansas City Royals. Dies konnte er in Spiel 3 wiederholen und schaffte neben dem Homerun noch zwei weitere Runs. Auch im entscheidenden Spiel 5 der Serie gelangen ihm wieder zwei Runs, davon erneut ein Homerun. Allerdings waren diese beiden die einzigen Runs der Mets in diesem Spiel, die die Partie mit 2:7 und somit auch die World Series verloren.

### Los Angeles Dodgers
Ende der Saison 2017 wechselte Granderson zu den Los Angeles Dodgers.

### Toronto Blue Jays
Zur Saison 2018 unterschrieb Granderson einen Einjahresvertrag bei den Toronto Blue Jays.

### Milwaukee Brewers
Als klar war, dass die Blue Jays keine realistische Chance mehr auf die Play-offs 2018 hatten, wurde Granderson im Tausch für Demi Orimoloye an die Milwaukee Brewers abgegeben. Am Ende der Saison wurde er Free Agent.

## Privatleben
Außerhalb des Spielfelds ist Granderson als Botschafter der Major League Baseball International tätig. Im August 2009 veröffentlichte er sein Buch All You Can Be: Dream It, Draw It, Become It!. In der Postseason 2007 und 2008 war er zusammen mit Cal Ripken Jr., Dennis Eckersley und Frank Thomas Kommentator für den Fernsehsender TBS.